# 佩旺日
佩旺日（法語：Pévange，法語發音：[pevɑ̃ʒ]）是法国摩泽尔省的一个市镇，位于该省中部略偏南，属于萨尔堡-萨兰堡区。

## 地理
佩旺日（48°54'27"N, 6°37'5"E）面积1.94 平方千米，位于法国大東部大區摩泽尔省，该省份为法国东北部内陆省份，是洛林的一部分，西南接默尔特-摩泽尔省，东临下莱茵省，北与卢森堡和德国接壤。
与佩旺日接壤的市镇（或旧市镇、城区）包括：阿尚、阿布当日、莫朗日、里什。

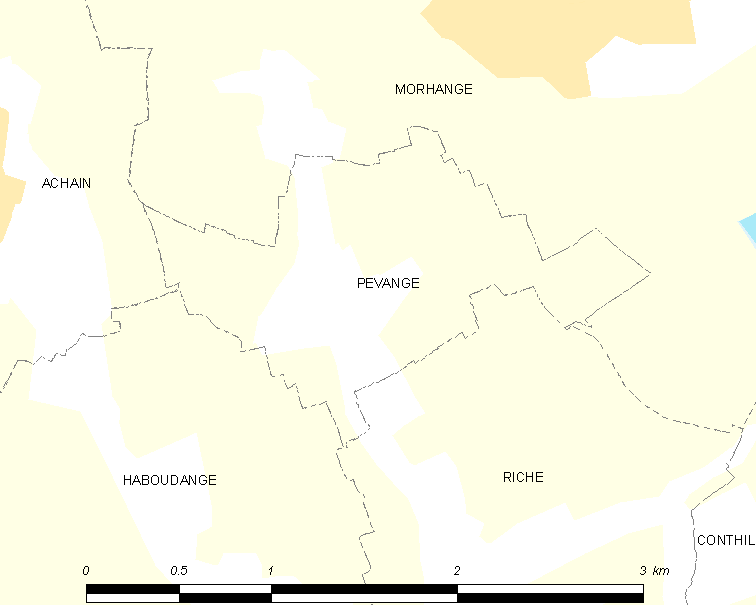
佩旺日的OSM定位图

佩旺日的时区为UTC+01:00、UTC+02:00（夏令时）。

## 行政
佩旺日的邮政编码为57340，INSEE市镇编码为57539。

## 政治
佩旺日所属的省级选区为索努瓦县。

## 人口

1962-2008年间佩旺日人口变化图示

佩旺日于2022年1月1日时的人口数量为40人。